# Maltake

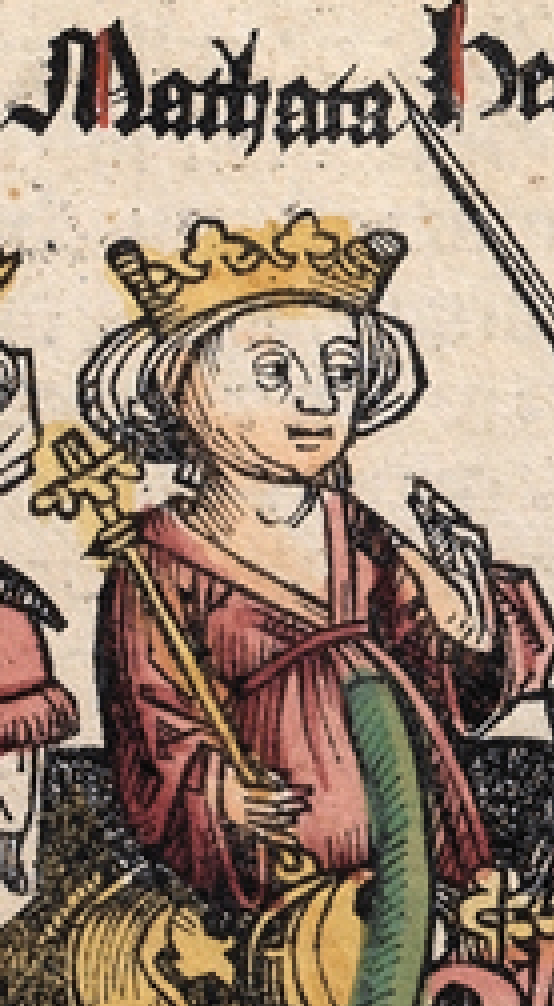
XV-wieczne przedstawienie Maltake

Maltake (zm. 4 p.n.e. w Rzymie) - Samarytanka, żona Heroda Wielkiego.
Heroda poślubiła w 28 p.n.e. Miała z nim troje dzieci - synów Archelaosa i Antypasa oraz córkę Olimpias. Po śmierci męża w 4 p.n.e. udała się do Rzymu, aby udzielić poparcia starszemu synowi. Później dość szybko przeszła na stronę młodszego, Antypasa. Krótko potem zmarła.